# 易祓墓
易祓墓（えきふつぼ）は、中国南宋の文学家易祓の墓。中華人民共和国湖南省長沙市寧郷市巷子口鎮屏山に位置する。敷地面積は約1580平方メートル。清の光緒の『湖南通志』の記載：「識山楼、在寧郷県西大潙山之南、宋易祓建、楼側有易尚書故宅。」

## 歴史
1983年10月10日、湖南省人民政府は易祓墓を湖南省重点文物保護単位に認定した。
2015年11月、寧郷市人民政府はそれを修復し始め、2016年3月に完成した。

## 建築
陵道、墓盧、墓地、墓台、墓囲、墓欄、墓冢、石牛、石馬、石猪、石羊、石人、華表、香炉、香案。